# Enrico Persico
Enrico Persico (* 9. August 1900 in Rom; † 17. Juni 1969 ebenda) war ein italienischer theoretischer Physiker, der neben Enrico Fermi viel zur frühen Verbreitung der Quantenmechanik in Italien beitrug.

## Leben
Persico studierte an der Universität La Sapienza in Rom, wo er schon als Student die Bekanntschaft von Enrico Fermi machte. 1921 erwarb er sein Diplom (Laurea). 1926 wurde er Dozent an der Universität Rom und im selben Jahr erfolgte eine erste Veröffentlichung mit Fermi (in den Rend. Lincei, Band 4, S. 452) über die neue quantentheoretische Wellenmechanik von Erwin Schrödinger. Er erreichte im ersten nationalen italienischen Wettbewerb um einen Lehrstuhl für theoretische Physik nach Fermi den zweiten Platz und lehrte danach Quantenmechanik in Florenz und ab Ende 1930 in Turin (auf Initiative von Francesco Tricomi). Von dort hielt er Kontakt zur damals sehr aktiven Gruppe von Fermi in Rom, die eine international führende Rolle in der Kernphysik einnahm. 1936 erschien sein Lehrbuch der Quantenmechanik. Nachdem er 1947 bis 1950 in Kanada lehrte (als Nachfolger von Franco Rasetti als Direktor des Instituts für Physik in Laval (Québec)), nahm er 1950 einen Ruf nach Rom an. Er beschäftigte sich mit Optoelektronik und Teilchenbeschleunigern. 1953 bis 1957 leitete er die theoretische Abteilung am nationalen Physiklabor in Frascati und war an der Entwicklung der theoretischen Grundlagen für ein 1,1 GeV Synchrotron beteiligt. Danach war er wieder Professor in Rom.

## Schriften
- Fundamentals of Quantum Mechanics. Prentice Hall, New York 1950.
- Fondamenti della meccanica atomica. Zanichelli, Bologna 1936.
- L'ottica. 1932 (Optik).
- Introduzione alla fisica matematica. 2. Auflage. Bologna 1943.
- Gli atomi e la loro energia. Bologna 1959.
- Principles of Particle Accelerators. Benjamin Books, New York 1968 (zusammen mit Ezio Ferrari und Sergio Segre).